# Het eigenzinnige kind
Het eigenzinnige kind of Het koppige kind is een sprookje dat werd genoteerd door de gebroeders Grimm voor Kinder- und Hausmärchen met volgnummer KHM117. De oorspronkelijke naam is Das eigensinnige Kind.

## Het verhaal
Een koppig kind doet nooit wat zijn moeder wil en daarom laat Onze Lieve Heer het ziek worden. Geen dokter kan helpen en het kind ligt in zijn doodsbedje. Ze laten hem in het graf zakken en bedekken het met aarde, maar zijn armpje komt weer tevoorschijn. Ze duwen het terug en scheppen er nieuwe aarde over, maar het handje komt steeds weer terug. De moeder gaat zelf naar het graf en slaat met de roe op het armpje. Het armpje wordt naar binnen getrokken en het kind heeft rust onder de grond.

## Achtergronden
- Het sprookje komt uit Hessen.
- Het is gebaseerd op het volksgeloof dat de hand van een kind dat zijn ouders slaat, boven zijn graf uitgroeit.
- Vergelijk ook Een ziel in zee, Vrouw Trui (KHM43), Het doodshemdje (KHM109) en De gestolen duit (KHM154).